# Роберт Лоуи
Роберт Хари Лоуи (енгл. Robert Harry Lowie; Беч, 12. јун 1883 — Беркли, 21. септембар 1957) је био амерички етнолог чији се радови односе нарочито на етнологију североамериканаца и на методе културне антропологије. Гл. дело Indians of the Plains, 1954.